# Una maid en Manhattan
Una maid en Manhattan é uma telenovela estadunidense produzida e exibida pela Telemundo entre 29 de novembro de 2011 e 23 de julho de 2012.
É baseada no filme Maid in Manhattan com Jennifer Lopez e Ralph Fiennes e produzido em 2002.
Foi protagonizada por Litzy e Eugenio Siller e antagonizada por Vanessa Villela e Jorge Hernández.

## Sinopse
A história conta as desventuras de Marisa Luján, que administra um pequeno hotel na cidade mexicana de Michoacán . Ela conheceu o amor com Víctor, um homem que vinha a Michoacán dos Estados Unidos todos os anos para passar as férias de Natal. Num desses encontros ela fica grávida. No entanto, o sonho de uma vida feliz com seu filho desaparece quando a cidade se torna um lugar de encontro para toxicodependentes e o hotel onde ela trabalhou é vendido para um cartel mexicano, e começou a servir como um local de assassinato.
Marisa decidiu migrar para o norte por causa de seu filho, e propõe a Victor se casar com ela para obter os documentos legais de residência nos Estados Unidos. Mãe e filho chegam a Los Angeles , mas logo se mudam para Manhattan , onde sua amiga de infância Belinda ofereceu sua ajuda. Graças a ela, Marisa rapidamente começou a ganhar a confiança e o respeito do gerente do hotel.
Cristóbal Parker, filho de um senador e herdeiro de uma grande fortuna, enlouquece loucamente com Marisa e ela corresponde a ele. No entanto, Sara Montero, que está obcecada com a moda, odeia Marisa e a tirará do trabalho espalhando um escândalo.

## Elenco
- Litzy Domingues - Marissa Luján Villa de Parker
- Eugenio Siller - Cristóbal Parker Salas
- Vanessa Villela - Saranas "Sara" Montero
- Paulo Quevedo - Víctor Mendoza
- María Antonieta de las Nieves - Carmen
- Marisela González - Calixta Meléndez
- Jorge Eduardo García - Eduardo Mendoza Luján "Lalo"'
- Tina Romero - Carmen Moreno
- Karen Sentíes - Amelia Salas de Parker
- Fred Valle - Tyron Parker "Ty"
- Carlos Athié - Lucas González
- Shalim Ortiz - Francisco "Frank" Varela
- Juan Pablo Llano - Bruno Rivera
- Ismael La Rosa - Tadeo Falcón "Tito"
- Jorge Hernández - Estanislao Jaroselzky "El polaco"
- Maite Embil - Belinda Delgado
- Karina Mora - Yasmín Mendoza "Yaya"
- Anna Sobero - Marcela Villa vda. de Luján
- Liz Gallardo - Leticia Robles "Letty"
- Sandra Eichler - Alicia "Alí"
- Xavier Coronel - Javier Serrán
- Rodrigo Mejía - Gregorio "Goyo"
- Wanda D'Isidoro - Catalina Lucero
- Henry Zakka - Amador Colina
- Aneudy Lara - Jerome Taylor
- Mónica Pasqualotto - Mireya Sánz
- Salim Rubiales - Tarek Savat
- Patricio Doren - Hugo Reyes
- Fidel Pérez Michel - Richard García Murray
- Jeimy Osorio - Tania Taylor
- Paloma Nieves - Alejandra Varela
- Fernando Fermor - Tomás Estrada
- Adela Romero - Gloria Mendoza
- Herry Ferrigny - Manuel Mendoza
- Carlos Mata - Óscar Saldarriaga
- Osvaldo Strongoli - Teófilo "Teo" Landucci
- Khotan Fernández - Miguel Morales
- Omar Nassar - Abogado
- Armando Acevedo - Crespo, vigilante de Seguridad
- Cristian Adrian - Amigo de Jêrome
- Gui Agustini - Visitador de la excursión
- Héctor Alejandro - Doctor Marco
- Alfonso Amaro - Policía
- Vanessa Apolito - Chachita
- Alvaro Ardila - El calvo
- Raúl Arrieta - Anselmo
- Felix Atucha - Vicente
- Alberto Barros Jr. - Taxista
- Amylkar Barros - Leo
- Jon Beeda - Thug
- Erik Bello - Abogado
- Hilary Benjumea - Enfermera
- Liannet Borrego - Silvia
- Pilar Bru - Betina Meléndez
- Gladys Yáñez - Estela Alvarado
- Luis Cabrera - Empleado del hotel
- Miguel Colon - Martín Melendez
- Héctor Contreras - Tommy Durán
- Victor Corona - Esteban
- Carlos Cuervo - Joaquín
- Juliana Duque - La Muda
- Andrés Miguel Escobar -
- Nury Flores - Jueza Patricia Royers
- Carlos Pítela - Don Serapio
- Jorge Luis García - Don Pepe
- Diana López - Flor Elena
- Catalina Mesa - Pilar
- Stella Maris Ortíz - La Gata
- Roberto Puerta - Steller
- Fernando Pacanis - Lic.Ferrara
- Claudia Reyna - Raquel Figueroa
- Marcy Roban - América
- Omar Robau - Periodista
- Sofía Sanabria - Vicky
- Manuel Uriza - Raúl
- Mari Zapata - Sacha
- Gilbert Peralta Velez - Memo Saenz
- Ana Belén - Susy Vazquez de Girot